# جان پاتیستا رائل
جان پاتیستا رائل (انگلیسی: Juan Bautista Rael؛ ۱۴ اوت ۱۹۰۰ – نوامبر ۸، ۱۹۹۳) انسان‌شناس، و زبان‌شناس اهل ایالات متحده آمریکا بود. جان پیشگام در خصوص مطالعه بر روی مردم، داستان‌ها و زبان‌های شمال نیومکزیکو و کلرادو جنوبی در جنوب غربی ایالات متحده بود. رائل پروفسور دانشگاه استنفورد بود. وی مجموعه قابل توجهی از آثار خود در مورد قومیتها را به کتابخانه کنگره اهدا کرد.